# 第59回ニューヨーク映画批評家協会賞
第59回ニューヨーク映画批評家協会賞は、1993年の優秀な映画に贈られた賞である。1993年12月15日に発表され、1994年1月16日に贈られた。

## 受賞
- 作品賞:
  - 『シンドラーのリスト』

- 主演男優賞:
  - デヴィッド・シューリス - 『ネイキッド』

- 主演女優賞:
  - ホリー・ハンター - 『ピアノ・レッスン』

- 助演男優賞:
  - レイフ・ファインズ - 『シンドラーのリスト』

- 助演女優賞:
  - コン・リー - 『さらば、わが愛/覇王別姫』

- 監督賞:
  - ジェーン・カンピオン - 『ピアノ・レッスン』

- 脚本賞:
  - ジェーン・カンピオン - 『ピアノ・レッスン』

- 撮影賞:
  - ヤヌス・カミンスキー - 『シンドラーのリスト』

- 外国語映画賞:
  - 『さらば、わが愛/覇王別姫』（ 香港）

- ドキュメンタリー賞:
  - 『ビジョンズ・オブ・ライト/光の魔術師たち』